# 知母六
知母六，清代凱達格蘭族霄裡社頭目兼通事，漢名蕭那英。為十股寮蕭家的開基祖。
曾和開墾桃園的大戶薛奇隆合作開鑿霄裡大圳，加速霄裡地區的開墾。在《淡水廳志．卷三志二建置志／水利》中，紀載平埔族與移墾漢人間的合作：「霄裏大圳，在桃澗堡，距廳北六十餘里。乾隆六年，業戶薛奇龍同通事知母六集佃所置。」
經過薛奇隆與知母六的努力之後，霄裡成為具有生產稻作的區域。然而，隨著越來越多漢人進入霄裡地區開墾，以及平埔社本身的賦稅壓力，霄裡社原本掌握的土地大多流失。因此，知母六的後裔，第三代子孫蕭東盛選擇將部分族人帶往龍潭，重新發展。在龍潭發展的後裔，後來成為龍潭地方重要的大地主，同時負責桃園一帶的邊境屯防。這些歷程顯示蕭家在龍潭地區的發展與影響力。